# Artur Winter
Artur Winter (geboren am 7. November 1935 in Pilníkov als Arthur Winter; gestorben am 27. Februar 2017 in Rheinfelden) war ein deutscher Manager, Modedesigner, stellvertretender Generaldirektor und künstlerischer Leiter des VHB Exquisit in der DDR sowie leitender Professor für Modedesign an der Kunsthochschule Berlin-Weißensee.

## Leben und Werk
Artur Winter absolvierte von 1949 bis 1952 eine Lehre als Herrenmaßschneider bei der Firma Höfer in Kahla und besuchte in Jena begleitend eine Berufsfachschule. Ein Jahr spätere zog er nach Berlin um und studierte von 1953 bis 1956 an der Fachschule für Bekleidung in der Warschauer Straße, der heutigen Hochschule für Technik und Wirtschaft Berlin (HTW Berlin).

### Modeinstitut der DDR
Ab 1956 war Artur Winter, anfangs als Gestalter für Herrenoberbekleidung, später auch für die Damenbekleidung am Modeinstitut der DDR für Bekleidungskultur in Berlin tätig, wo er im Laufe der Jahre zum Chefgestalter avancierte. Während dieser Zeit prägten Elli Schmidt, erste Direktorin des Modeinstitutes der DDR, und Katja Selbmann, damalige künstlerische Leiterin des Modeinstituts seine kreative und persönliche Entwicklung. So reiste Artur Winter bereits Ende der 1950er-Jahre nach Paris, um das internationale Modegeschehen zu beobachten. Bei seinem Besuch bei Christian Dior im August 1961 in Paris erfuhr er vom Mauerbau:

„Ich saß am 13. August 1961 nachmittags in Paris bei Dior, und durch die offenen Fenster hörte ich, was die Zeitungsjungen ausriefen: »Mauerbau in Berlin! Kriegsgefahr!«. Ich flog sofort nach Hause. Eine klare moralische Entscheidung, gewiß, aber das wichtigste war doch für mich, ich wollte Elli Schmidt nicht enttäuschen. Damals bin ich in die Partei eingetreten, und die Gespräche waren seinerzeit genau so, wie sie es noch heute sind. Katja Selbmann sagte: Jetzt ist der richtige Moment. Ich sagte: Dies und das ist doch aber nicht in Ordnung! Sie fragte: Sag mal, sollen wir das für Dich in Ordnung bringen?“

Bereits Ende der 1950er-Jahre unterstützte Artur Winter den Ausbau und die Erweiterung des Modeinstitutes. Bei der Modellerstellung moderner und hochwertiger Sportbekleidung in der 1957 gegründeten sächsischen Firma Synthetex KG in Lichtentanne lernte Artur Winter den Textilmanager Dr. Martin Schneider kennen. Ab 1959 wirkte er im Comecon, dem Rat für gegenseitige Wirtschaftshilfe (RGW) und auf Einladung von Helmut Behrendt ab 1959 auch im Bekleidungsausschuss für Olympia des Nationalen Olympischen Komitees (NOK) mit.
Ab 1967 übernahm Artur Winter für zwei Jahre die Position des künstlerischen Leiters am Modeinstitut der DDR von Katja Selbmann. Als Direktor des Einzelhandels Berlin für die Einkaufs- und Leistungsgemeinschaft des Modesalons und wissenschaftlicher Mitarbeiter fokussierte Artur Winter differenzierte Bedürfnisse der Bekleidungsbranche in der ehemaligen DDR.

### VHB Exquisit
Mit der Vision, das ästhetische Niveau des Alltags für die Menschen in der DDR zu verbessern und Mode als attraktiven Wirtschaftsfaktor für den Export in das nichtsozialistische Ausland für Devisen zu forcieren, entwickelte Artur Winter ab 1968/69 u. a. mit Dr. Martin Schneider und Curt-Heinz Merkel, dem ehemaligen Minister für Handel und Versorgung und Direktor der HO Bezirksdirektion Berlin, ein neues Konzept, qualitativ hochwertige Kleidung zu gestalten und zu verkaufen. Als Test und Indikatoren für den Absatz dienten hierzu die seit 1962 einzelnen gegründeten Exquisit-Läden, die der Handelsorganisation der DDR unterstanden und bereits wichtige Informationen über Sortiments-, Größen- und Preisstrukturen lieferten. Ab 1969 leitete Artur Winter als kreativer Direktor und stellvertretender Leiter gemeinsam mit Dr. Martin Schneider als Generaldirektor den neu gegründeten Handelsbetrieb VHB Exquisit.
Sehr zügig stellte er ein Team aus hochqualifizierten Designerinnen zusammen, die für unterschiedliche Bereiche exklusive Kollektionen der Damen-, Herren- und Jugendmode, Accessoires und Kosmetik erarbeiteten. Mit seinen vielfältigen und einflussreichen Kontakten zur internationalen Mode- und Textilbranche, die er während seiner zahlreichen Reisen durch Europa und Asien sammelte, bündelte er bedeutende Kompetenzbereiche der Bekleidungsindustrie und schuf somit neue Voraussetzungen, qualitätsvolle Mode für den Import und Export der DDR zu gestalten.
Unter seiner Leitung ermöglichte er Designerinnen von Exquisit gelegentlich auch nach Frankreich, Italien, Österreich, Großbritannien und in die Bundesrepublik zu reisen, um beim Einkauf von exklusiven Stoffen und Kleidung auszuwählen und mitzuentscheiden. In der Funktion als stellvertretender Generaldirektor knüpfte er Kontakte zu internationalen Firmen wie u. a. Coval Centrocommerce, die für Import- und Exportgeschäfte mit den sozialistischen Ländern spezialisiert war.
Um das wachsende Exquisit-Team an Designerinnen und Designern, Presse und Vertrieb, das an verschiedenen Orten in der Ostberliner Innenstadt angesiedelt war, besser koordinieren zu können, initiierte Artur Winter 1981 den Umzug des VHB Exquisit in einen von Eckart Schmidt 1978 errichteten repräsentativen Flachbau am Spittelmarkt, der im Erdgeschoss auch eine neu gestaltete Exquisit-Boutique besaß. Von hier aus plante und entwickelte er mit drei angestellten Architekten die große Erweiterung und moderne Ausgestaltung neuer Exquisit-Geschäfte für die gesamte DDR, deren Anzahl bis 1989 auf 530 Filialen stieg.

„Aber es ist nicht unwichtig wie Menschen in ihrer Bekleidungskultur von einer Gesellschaft bedient werden. Es ist nicht unwichtig, mit welchem Aufwand sie ihre Bedürfnisse befriedigt sehen. Und es ist nicht unwichtig, ob sie glücklich oder ungücklich sind in der Erfüllung ihrer Bedürfnisse.“

### Kunsthochschule Berlin-Weißensee
Ab 1980 lehrte Artur Winter in der Nachfolge von Ursula Fehlig an der Kunsthochschule Berlin-Weißensee, 1982 wurde er Professor für Modedesign. Mit seiner fachlichen Expertise förderte er die handwerklichen, technischen und gestalterischen Fähigkeiten der Studierenden und ließ ihre Textilentwürfe u. a. auch im Ausland produzieren. Von 1988 bis 1990 leitete Artur Winter die Meisterklasse Mode, wo er, außergewöhnlich für DDR-Verhältnisse, ein Auslandspraktikum für Meisterschüler in Paris bei Designern wie Daniel Hechter oder Per Spook einrichtete. Neben seiner Leitung und Professur an der Kunsthochschule Berlin-Weißensee war Artur Winter auch bei vom Amt für industrielle Formgestaltung veranstalteten internationalen Designseminaren am Bauhaus Dessau und als Gastprofessor an der Universität für angewandte Kunst Wien tätig.
Während dieser Zeit arbeitete er mit französischen Firmen wie z. B. Jenast Paris zusammen und lernte viele Designer wie z. B. Slava Saizew und Louis Féraud kennen, mit denen er zeitlebens in enger Freundschaft verbunden blieb. Dem aktiven Austausch und der permanenten Beobachtung internationaler Märkte folgend, präferierte Artur Winter die Erneuerung und Interpretationen zeitgemäß-klassischer und nachhaltiger Kleidung. In einem Interview mit Axel Bertram von 1988 formulierte Artur Winter seine Vision von Mode:

„Ich frage mich, ob wir als Gesellschaft nicht weit genug sein sollten, daß wir in der gegenständlichen Kultur unseres Alltags langsam zu einer eigenen Sprache übergehen können. Das heißt, daß wir dieses Karussell permanenter Vorschriften, das ein Modeverhalten nicht nur auf dem Gebiet der Bekleidung, sondern auch dem der Lebensumstände überhaupt bedeutet, verlassen sollten und weit mehr an einer eigenen, uns gemäßen Formfindung arbeiten müssten. Es kommt darauf an, länger gültige Ansichten herauszuarbeiten, und zwar mit all den unvermeidlichen Versuchen, die dazu nötig sind.“

Winter war bis 1990 Mitglied des Verbands Bildender Künstler der DDR.

### Neuanfang
Nach dem Fall der Mauer 1989 und dem zuletzt gescheiterten Versuch, eine Exquisit-Kollektion auf der Leipziger Messe für den internationalen Markt 1990 neu zu lancieren, engagierte ihn der Vorstandsvorsitzende der KBC Fashion Group, Hans Unterseh, von 1990 bis 1994 als Berater und Chefdesigner in Lörrach. Artur Winter eröffnete in dieser Funktion ein neues Kreativatelier in Paris. In Zusammenarbeit mit ehemaligen Mitarbeitern und Meisterschülerinnen schuf er sowohl kommerzielle Textilkollektionen im Auftrag der KBC als auch Kooperationen mit Designern wie zum Beispiel Paloma Picasso.
Wegen der eintretenden Krise am europäischen Textilmarkt und dem Rat von Hans Unterseh folgend ließ sich Artur Winter ab 1994 in Bursa nieder und begann eine freiberufliche Tätigkeit als Designer. Mit seinem türkischen Geschäftspartner E. Thurhan gründete er 1995 ein Handelsbüro für Stoffe im BUTTIM Bursa International Textil Trade Center. Hier arbeitete Artur Winter vom Design bis zur Fertigstellung für verschiedene europäische Bekleidungsfirmen u. a. für die Gerry Weber in Deutschland sowie andere Firmen in der Schweiz und Österreich.
Nach dem schweren Erdbeben von Gölcük 1999 übersiedelte Artur Winter 2000 nach Rheinfelden. Hier nahm er bis 2009 eine freiberufliche Tätigkeit für die Berger Safty-Textil an, wo er für das Design und die technische Produktentwicklung von Autosicherheitsgurten der Firma Mattes & Amann Textil verantwortlich war. Auch entwickelte er Funktional-Textilien für die Firma Lauffenmühle Textil.
Neben seinen vielfältigen Tätigkeiten und Engagements sammelte er historische Textilien des 19. und 20. Jahrhunderts sowie internationale Modegrafiken, die er sowohl den Studierenden der Kunsthochschule Berlin-Weißensee als auch öffentlich präsentierte.
Artur Winter war ein Visionär und passionierter Pragmatiker, der es geschickt verstand, internationale Mode unter den Bedingungen in der DDR für westliche Exportmärkte neu zu gestalten und weltweit erfolgreich mit seinem Team zu vertreiben.

## Ausstellungen
- 2002: „Skizzierte Träume“ im VHS Rheinfelden
- 2006: „Modegrafik aus zwei Jahrzehnten“ im Museum Weiler Textilgeschichte

## Auszeichnungen
- 1969 Artur-Becker-Medaille
- 1976 Auszeichnung in Gold des NOK der DDR
- 1976 Vaterländischer Verdienstorden der DDR
- 1979 Banner der Arbeit I. Klasse
- 1980 Designpreis der DDR (Kollektiv des VHB Exquisit)
- 1989 Designpreis der DDR

## Privates
In der Funktion als stellvertretender Generaldirektor des VHB Exquisit arbeitete Winter mit internationalen Firmen wie u. a. Coval Centrocommerce, die für Import- und Exportgeschäfte mit den sozialistischen Ländern spezialisiert war. Dabei lernte er die Französin Jaqueline Debussy kennen. 1977 zog Jacqueline Debussy mit ihrer Tochter nach Ost-Berlin. Sie heiratete Artur Winter 1979.
2003 heiratete Artur Winter in Rheinfelden seine zweite Ehefrau Rosemarie Hagmann, die er 1993 kennengelernt hatte.